# Bratislava Challenger 1997
Il Bratislava Challenger 1997 è stato un torneo di tennis facente parte della categoria ATP Challenger Series nell'ambito dell'ATP Challenger Series 1997. Il torneo si è giocato a Bratislava in Slovacchia dal 5 all'11 maggio 1997 su campi in terra rossa.

## Vincitori

### Singolare
Sébastien Grosjean ha battuto in finale  Radomír Vašek con il punteggio di 6–4, 6–1

### Doppio
Jared Palmer /  Christo van Rensburg hanno battuto in finale  Joan Balcells /  Devin Bowen con il punteggio di 4–6, 6–3, 7–5